# Olacaceae

## Introdução
A família na maior parte das vezes apresenta folhas simples ou compostas e suas flores podem ser tanto bissexuais quanto unissexuais e são trímeras. Não apresentam estípulas. Seus frutos são drupáceos originados de um cálice expandido.

## Morfologia
Sua estrutura morfológica consiste em quatro sépalas e pétalas, apresentando dois carpelos, dois estames e um ovário súpero com geralmente dois óvulos por lóculo. Seus grãos de pólen são tricolpados. A família das Olacaceae possuem tendência ao parasitismo, por isso apresentam características favoráveis a ele como por exemplo um gineceu diminuto. Essa característica é compartilhada com a família das Loranthaceae, na qual possui relação filogenética.

## Relações Filogenéticas
Existem discussões sobre o grupo das Olacaceae ser monofilético ou polifilético, Estudos moleculares recentes comprovam que é um grupo polifilético. São realizados constantes estudos das relações filogenéticas da família com outros grupos e conforme o conhecimento avança são requeridas mudanças na classificação. A priori, a família que apresenta uma relação mais próxima com as Olacaceae são as Lorantbaceae, Ximeniaceae e Aptandraceae.

## Distribuição
As Olacaceae ocorrem no geral em florestas plainas de regiões tropicais e temperadas, podendo ser encontradas em países como África, Ásia e América, porém, é no neotrópico em é observada uma maior diversidade. 

## Ocorrência no Brasil
No Brasil está amplamente distribuída em todas as regiões, mas com uma maior concentração na Amazônia. Os estudos da diversidade de plantas brasileiras pertencentes a essa família são escassos, não se tendo muito registro, sendo 12 gêneros e 53 espécies.
É uma família que apresenta algumas importâncias econômicas como a produção de frutos comestíveis, matéria prima para óleos de cozinha, fármacos e madeira, além de também serem utilizadas na ornamentação.